# Светопись
«Светопись» — ежемесячный художественный журнал, издававшийся в Санкт-Петербурге в 1858-1859 гг. Первое отечественное фотографическое издание.   

## История
Издатели: с января 1858 г. - художник Григорий Николаевич Оже, с конца 1858 г. - Николай Михайлович Львов. В журнале публиковались статьи о художниках, культурной жизни, очерки о зарубежной и отечественной фотографии, обозрения заседаний иностранных фотографических обществ, репродукции картин.  
Отличительной особенностью издания являлось наличие иллюстраций, в частности - публиковались фотографические изображения многих художников того времени. Стоимость годовой подписки на журнал составляла 30 рублей. Использованы материалы статьи Головина О. С. "Русская фотографическая периодика (1858-1918 гг.)"  
Журнал печатался в типографии Карла Метцига, располагавшейся в Санкт-Петербурге. 

## Содержание издания
Первый русский фотографический журнал появился, когда фотография существовала уже 19 лет. Это издание нельзя назвать в полном смысле фотографическим: немало статей в нем посвящено изящной словесности и изобразительным искусствам. 
Собственно светописи внимания уделялось довольно мало. В №№1–3 за 1858 г. была опубликована обширная статья, посвященная истории фотографии, в №6 давалось обозрение заседаний иностранных фотографических обществ (русских объединений еще не существовало), в №№8–9 помещена статья Ф. Пономарева «О цветных светописных изображениях». Кроме этих статей мы находим сведения о фотографии в разделах «Художественные новости» и «Библиография». Журнал выгодно отличался от многих более поздних изданий XIX–начала XX вв. наличием иллюстраций (обычно их было от трех до пяти в каждом номере). Качество иллюстраций нельзя признать превосходным, но следует учесть, каким дорогим предприятием в то время было издание иллюстрированного журнала. Стоимость годовой подписки на «Светопись» составляла 30 рублей, что было довольно крупной суммой. К примеру, подписная цена журнала «Фотограф-любитель», выходившего через 50 лет после «Светописи» (к нему также прилагались фотоиллюстрации), в 1908 г. составляла 7 рублей с доставкой. Далеко не каждый любитель фотографии, тем более провинциальный, мог позволить себе годовую подписку на журнал Оже.
Следует обратить внимание на две статьи, имеющие непосредственное отношение к культурной жизни и к отечественной фотографии того времени. События, упоминаемые в этих статьях, вызвали широкий общественный резонанс.
В №№10–11 за 1858 г. в разделе «Художественное обозрение» есть несколько заметок о фотографии, среди них – довольно обширная и интересная публикация о Севастьянове, фотографе, который в течение двух лет работал на Афоне и привез оттуда коллекцию древностей и фотографий. Сведения о работе, проделанной П.И. Севастьяновым на Афоне в конце 1850-х гг., были опубликованы также в «Вестнике археологии»9, журналах «Современник» и «Отечественные записки». Во всех этих статьях даются хвалебные отзывы о фотографии как помощнице в деле сохранения культурного наследия.
Следующим важным событием «русской фотографической общественности» было объявление, разосланное в центральные российские газеты и журналы, об издании альбома «Сокровища искусства древней и новой России» («Trésors d′art de la Russie ancienne et moderne»), пояснительный текст к которому должен был написать Теофиль Готье. Снимки поручалось сделать господину П. А. Ришбуру – «фотографу императора французов». Объявление издателя альбома Карлоса ван Роя было положительно оценено редакцией «Светописи», несмотря на его высокомерный тон. Этот анонс вызвал противоречивые отклики, отразившие состояние общественной мысли в России того времени.
В №9 за 1858 г. сообщалось о том, что журнал меняет издателя – теперь им становится Н.М. Львов, но иллюстрации по-прежнему поставлял художник Оже. Реакцией на смену издателя стала едкая заметка в «Современнике», автор которой, подписывающийся псевдонимом «Новый Поэт», критикует старого редактора Оже и иронично отзывается о способностях нового – Н.М. Львова, а также подвергает резкой критике фотографии, прилагаемые к изданию. Смена правления не спасла журнал. На последней странице №3 за 1859 г. Н.М. Львов просил прощения у читателей за несвоевременную доставку фотографических снимков к журналу, а также уверял, что следующие номера выйдут в срок. Но после этого журнал вовсе прекратил свое существование.
«Светопись» под редакцией Оже и Львова стала первым русским фотографическим журналом, который, к сожалению, не всегда удавалось иллюстрировать качественными снимками, а многие его статьи были лишены зрелости общественной и художественной мысли, и их нельзя назвать удачными. Но желание редакторов выпускать русское фотографическое издание заслуживает глубокой признательности.